# Collegio Ghislieri (Roma)
Il collegio Ghislieri è stato un edificio di Roma, sede dell'omonima istituzione, importante per motivi architettonici e storici.
Il Collegio fu fondato nel 1656 da Giuseppe Ghislieri e fu deputato ad ospitare gratuitamente, durante gli studi universitari, 24 ragazzi provenienti da famiglie decadute della nobiltà pontificia. Posto sotto la protezione dei duchi Salviati, il collegio fu chiuso nel 1928.
L'edificio che ospitava il collegio, forse opera di Carlo Maderno, fu demolito negli anni Trenta del Novecento. Ne sono sopravvissuti la facciata su via Giulia e alcune decorazioni, inglobate nella struttura del Liceo classico Virgilio, costruito nello stesso luogo tra il 1936 e il 1939 su progetto di Marcello Piacentini.

## Ubicazione
L'edificio era ubicato a Roma, nel Rione Regola, a circa metà di via Giulia (al n. 38),, in una zona sconvolta dalle demolizioni iniziate nel 1938 per la costruzione di una strada fra ponte Mazzini e Corso Vittorio Emanuele, mai realizzata a causa della guerra. Verso sud esso confinava con vicolo dello struzzo.

## Storia
Nel 1656 Giuseppe Ghislieri (1570-1656), medico di fama e membro della famiglia cui era appartenuto papa Pio V (r. 1566-1572), in punto di morte destinò tutti i suoi beni alla fondazione di questa istituzione. Nel 1670, dopo essere stato ospitato in varie sedi (alle Botteghe Oscure di fronte a San Stanislao dei Polacchi, a via della Stamperia a Palazzo Pamphilj e a Via della Lupa), il collegio venne trasferito nella sua sede definitiva di via Giulia. L'istituzione era amministrata da quattro guardiani dell'arciconfraternita del Sancta Sanctorum alle scale sante, ed era posto sotto la protezione della nobile famiglia fiorentina dei Salviati.
Quando nel 1794 la famiglia Salviati si estinse, protettori divennero diversi cardinali, tra cui il cardinale Carafa della Spina di Traetto e il cardinale Fesch, zio di Napoleone e abitante poco vicino, nel Palazzo Falconieri. Nel 1839 il terzogenito del principe Borghese prese il nome dei Salviati, e tornò così ad assumere il protettorato del collegio. L'istituzione fu chiusa nel 1928 perché in dissesto finanziario. Con il ricavato della liquidazione vennero tuttavia istituite borse di studio annuali con le quali si continua l'opera del collegio.
Tra il 1936 e il 1939 l'edificio venne quasi del tutto demolito per far posto al liceo classico Virgilio, controversa opera di Marcello Piacentini.

## Organizzazione
Il collegio ospitava per cinque anni 24 giovani (saliti più tardi a 38) provenienti da famiglie nobili decadute dello Stato Pontificio. Più tardi, l'iscrizione fu invece aperta a giovani di ogni ceto. Di questi, che al momento dell'ammissione non dovevano aver superato i 18 anni e per un massimo di cinque anni, sei erano ospitati gratuitamente: cinque fra loro erano designati uno a testa da altrettante famiglie nobili, e il sesto dal popolo romano. I giovani frequentavano le materie di loro scelta presso il Collegio Romano senza obbligo di abbracciare la carriera ecclesiastica, nonostante dovessero indossare un abito nero lungo sotto la ginocchia e una sopravveste talare nera, e dovessero frequentare quotidianamente la messa e prendere spesso i sacramenti. I giovani erano ospitati in tre camerate, destinate ai piccoli, ai grandi e a quelli di mezzo. La sveglia avveniva alle 5:30, e dopo essersi lavati con l'acqua fredda e aver seguito le lezioni al Collegio Romano, essi continuavano lo studio nelle aule di Via Giulia. Dopo la ricreazione dovevano studiare sino a sera per tre ore e un quarto. La disciplina era molto dura, e per ogni piccola mancanza gli allievi venivano costretti a subire penitenze e punizioni, come quella del "piatto rovesciato", cioè lo stare a pranzo col piatto rovesciato di fronte in silenzio, rimanendo quindi a digiuno.

## Architettura e decorazione

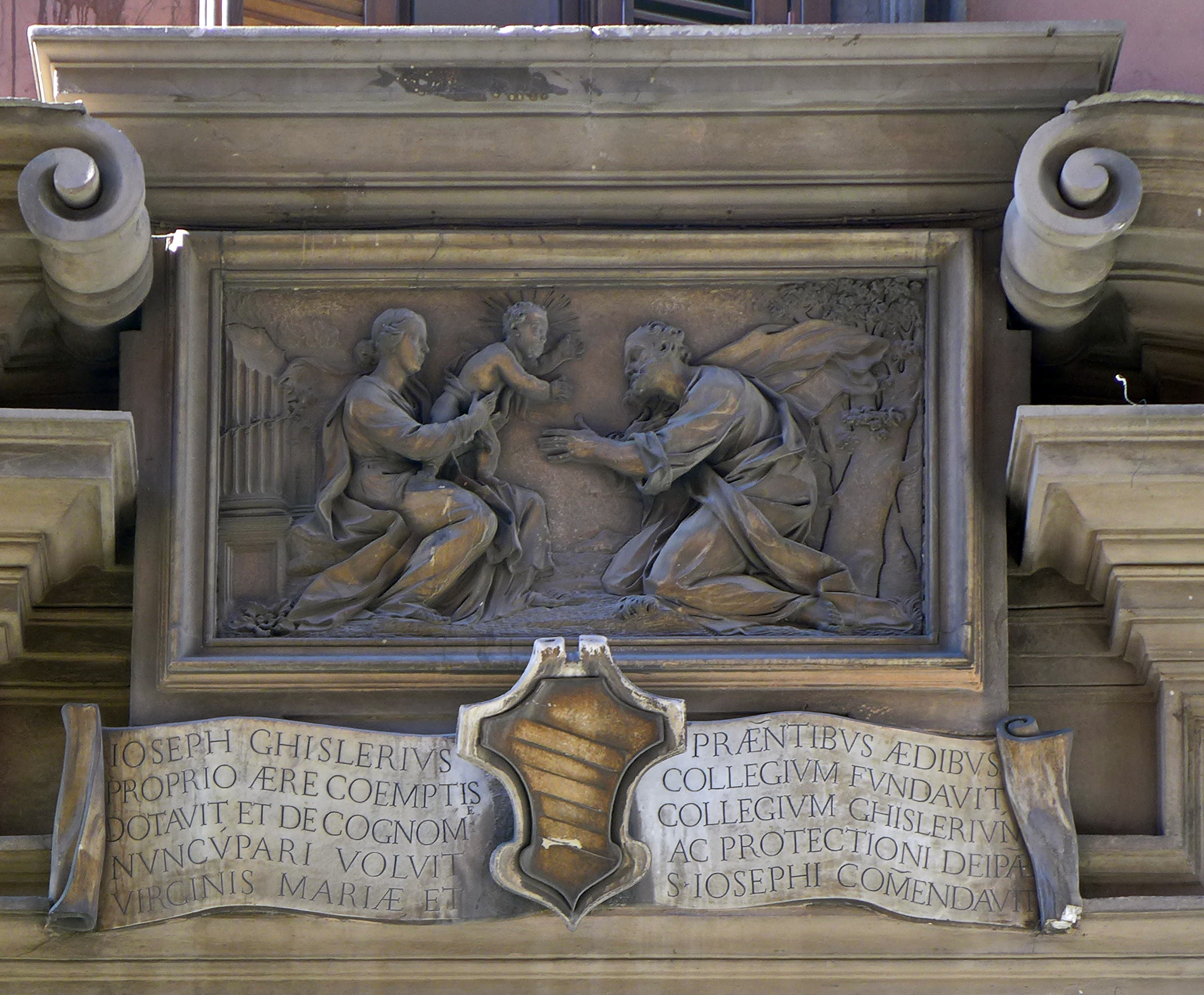
La sacra famiglia posta sul portale d'ingresso

Il palazzo, secondo alcune fonti opera cinquecentesca di Carlo Maderno, era strutturato su due piani con un ammezzato al piano terreno e aveva 10 finestre con un portale asimmetrico rispetto alla facciata. Esso venne quasi completamente demolito alla fine degli anni trenta del Novecento per la costruzione del liceo classico Virgilio. Ciò che restava dell'antico edificio, fra cui la facciata lungo via Giulia, è stato inglobato nell'edificio del liceo: in particolare, al numero 38 di via Giulia è stato rimesso in opera l'antico e imponente portale, sormontato da un timpano spezzato curvilineo adornato da un rilievo raffigurante la Sacra Famiglia al di sotto del quale è posto lo stemma dei Ghislieri contornato dalla seguente iscrizione in un cartiglio: